# Paulo Abrão
Paulo Abrão es un abogado doctorado en Derechos Humanos y experto en derechos humanos de nacionalidad brasileña, cuyo trabajo como activista ha sido reconocido por miembros de la Sociedad Civil en muchos países de la región y considerado uno de los especialistas que más aportó a la "real politik" de los Derechos Humanos durante su paso por la dirección ejecutiva de la Comisión Interamericana de Derechos Humanos (CIDH) del cual fue su Secretario Ejecutivo, cuyo mandato fue cuartado por el involucramiento de Luis Almagro en la autonomía de la Comisión.

## Carrera
El Curriculum de Abrão es extenso, anteriormente se desempeñó como Secretario Ejecutivo del Instituto de Políticas Públicas en Derechos humanos del MERCOSUR; Presidente de la Comisión de Amnistía de Brasil; Secretario de Justicia de Brasil; Presidente del Comité Nacional para Refugiados; y Presidente del Comité Nacional en contra del Tráfico de Personas.
Abrão asumió el cargo de Secretario Ejecutivo de la CIDH en el marco de una crisis de presupuesto en la organización. Durante su mandato, la Comisión creó la Relatoría Especial de Derechos Económicos, Sociales, Culturales y Ambientales.
En agosto de 2020, el Secretario General de la OEA, Luis Almagro, anunció que no renovaría a Abrão como Secretario Ejecutivo de la CIDH citando 61 quejas del personal de la organización. Por otro lado, los comisionados de la CIDH aprobaron unánimemente la extensión del mandato de Abrão en enero de 2020, y expresaron su "rechazo profundo" a Almagro.

Inclusive, la Alta Comisionada de las Naciones Unidas Michele Bachelet pidió a Almagro que ponga fin a la crisis generada tras su intromisión en la CIDH. Para muchos expertos en la materia, el alejamiento de Abrão es considerada una de las mayores afrentas a la autonomía del Sistema Interamericano de Derechos Humanos, uno de los antecedentes de ello es la Declaración Publica realizada por cinco países cuyos gobiernos de derecha piden "reformar" el trabajo de la Comisión que es la institución más importante de Derechos Humanos en la región. 
"La resolución pretende ejercer presión indebida ante el Sistema Interamericano de DD.HH. para delimitar gravemente sus funciones e introducir consideraciones políticas en las decisiones de los órganos de control", le escribió en una carta José Miguel Vivanco, director de Human Rights Watch (HRW) para las Américas, al presidente de Colombia Iván Duque.